# Brøndby Hallen
Brøndby Hallen – wielofunkcyjna hala widowiskowo-sportowa w Brøndby, w Danii. Została otwarta w 1973 roku, w latach 90. przeszła gruntowną modernizację. Hala posiada 5000 stałych miejsc dla widzów z możliwością dostawienia kolejnych 2000 tymczasowych siedzisk. Obiekt położony jest w pobliżu stadionu Brøndby. Na hali swoje mecze rozgrywają piłkarze ręczni AG København, a także KIF Kolding København (tylko część spotkań). Obiekt trzykrotnie gościł mistrzostwa świata w badmintonie (w latach 1983, 1991 i 1999), raz mistrzostwa świata w łyżwiarstwie figurowym (1982) i trzy razy mistrzostwa Europy w łyżwiarstwie figurowym (1975, 1986 i 1994). Rozgrywano na nim także spotkania mistrzostw świata (1978) i mistrzostw Europy (2014) w piłce ręcznej mężczyzn oraz mistrzostw Europy (1996) w piłce ręcznej kobiet.